# Choi Woo-shik
Choi Woo-shik (hangul: 최우식; hanja: Choe U-sik; rr: Ch'oe U-sik; nascido em 26 de março de 1990) é um ator sul-coreano. Iniciou sua carreira na atuação em 2011 e foi gerenciado pela JYP Entertainment desde 2012 a 2018.

## Vida pessoal
Choi é o filho mais novo de dois irmãos e imigrou para o Canadá com sua família quando estava na quinta série, onde passou os dez anos seguintes de sua vida. Ele cursou o ensino médio na Escola Secundária Pinetree.
Então, em 2011, quando era um estudante da Universidade de Simon Fraser, Choi, então com 21 anos, voltou para a Coreia do Sul, a fim de realizar audições, e fez sua estreia como ator no drama de época The Duo (2011). Enquanto estava na Coreia, matriculou-se na Universidade Chung-Ang, onde se licenciou em Estudos Culturais.

## Carreira
Choi seguiu atuando em tempo integral, e em papeis de apoio em séries de televisão como Rooftop Prince (2012) e Special Affairs Team TEN (2011-2013). Em 2014, ele estrelou seu primeiro papel principal no filme independente Set of Free,  pelo qual venceu o prêmio de Ator do Ano no Festival Internacional de Cinema de Busan. Isto foi seguido pela série de comédia romântica Hogu's Love (2015), em que ele interpretou o personagem-título.
Choi ganhou reconhecimento internacional com o filme de suspense de zumbis Train to Busan, o filme de ação e aventura Okja e principalmente pelo vencedor do Oscar de Melhor Filme Parasita.

## Filmografia

### Filmes
| Ano  | Título                            | Papel            | Notas                 | Ref.          |
| ---- | --------------------------------- | ---------------- | --------------------- | ------------- |
| 2011 | Etude, Solo                       |                  | curta-metragem        | [ 12 ]        |
| 2012 | Circle of Crime – Director's Cut  |                  |                       | [ 13 ]        |
| 2013 | Secretly, Greatly                 | Yoon Yoo-joon    |                       | [ 14 ]        |
| 2013 | Flu                               | Jeong Jin        | participação          | [ 15 ]        |
| 2014 | Set Me Free                       | Young-jae        |                       | [ 7 ]         |
| 2014 | Big Match                         | Guru             |                       | [ 16 ]        |
| 2015 | In the Room                       | Min-jun          | filme singapuriano    | [ 17 ]        |
| 2016 | Train to Busan                    | Yong-guk         |                       | [ 18 ]        |
| 2017 | Okja                              | Kim Woo-shik     |                       | [ 19 ]        |
| 2018 | Golden Slumber                    | Joo-ho           | participação          | [ 20 ]        |
| 2018 | The Princess and the Matchmaker   | Nam Chi-ho       |                       | [ 21 ]        |
| 2018 | The Witch: Part 1. The Subversion | Young man        |                       | [ 22 ] [ 23 ] |
| 2018 | Monstrum                          | Hur              |                       | [ 24 ]        |
| 2019 | Parasite                          | Ki-woo / Kevin   |                       | [ 25 ] [ 26 ] |
| 2019 | Your Name is Rose                 | Young Soon-cheol |                       | [ 27 ]        |
| 2019 | The Divine Fury                   | Father Choi      | participação especial | [ 28 ]        |
| 2020 | Time to Hunt                      | Ki-hoon          |                       | [ 29 ]        |
| 2022 | The Policeman's Lineage           | Choi Min-jae     |                       | [ 30 ]        |
| 2022 | Wonderland                        |                  | filme Netflix         | [ 31 ]        |

### Televisão
| Ano  | Título                                                        | Papel          | Emissora      | Notas                          | Ref.   |
| ---- | ------------------------------------------------------------- | -------------- | ------------- | ------------------------------ | ------ |
| 2011 | The Duo                                                       | young Gwi-dong | MBC           |                                | [ 32 ] |
| 2011 | Drama Special – "Yeongdeok Women's Wrestling Team"            | Hyun Bin       | KBS2          |                                | [ 33 ] |
| 2011 | Living in Style                                               | Na Joo-ra      | SBS           |                                | [ 34 ] |
| 2011 | Deep Rooted Tree                                              | Jung Ki Joon   | SBS           |                                | [ 35 ] |
| 2011 | Special Affairs Team TEN                                      | Park Min-ho    | OCN           |                                | [ 36 ] |
| 2012 | Rooftop Prince                                                | Do Chi-san     | SBS           |                                | [ 7 ]  |
| 2012 | Shut Up Family                                                | Yeol Woo-bong  | KBS2          |                                | [ 37 ] |
| 2012 | Drama Special – "Culprit Among Friends"                       | young Do-hyun  | KBS2          |                                | [ 38 ] |
| 2013 | Special Affairs Team TEN Season 2                             | Park Min-ho    | OCN           |                                | [ 39 ] |
| 2013 | Who Are You?                                                  | Hee-koo        | tvN           | participação, Episódios 10, 12 | [ 40 ] |
| 2013 | Drama Festival – "Principal Investigator: Save Wang Jo-hyun!" | Boo Joong-shik | MBC           |                                | [ 41 ] |
| 2014 | You're All Surrounded                                         | Choi Woo-shik  | SBS           | participação, Episódio 4       | [ 42 ] |
| 2014 | Fated to Love You                                             | Lee Yong       | MBC           |                                | [ 43 ] |
| 2014 | Pride and Prejudice                                           | Lee Jang-won   | MBC           |                                | [ 44 ] |
| 2014 | Dr. Frost                                                     | Kim Jung-hoon  | OCN           | participação, Episódio 8       | [ 45 ] |
| 2015 | Hogu's Love                                                   | Kang Ho-gu     | tvN           |                                | [ 10 ] |
| 2015 | My Fantastic Funeral                                          | Park Dong-soo  | SBS           |                                | [ 46 ] |
| 2017 | Fight for My Way                                              | Park Moo-bin   | KBS2          | participação, Episódios 1-7    | [ 47 ] |
| 2017 | The Package                                                   | Kim Gyung-jae  | jTBC          |                                | [ 48 ] |
| 2017 | The Boy Next Door                                             | Park Gyu-tae   | Dingo Studios | Web-drama                      | [ 49 ] |
| 2021 | Our Beloved Summer                                            | Choi Woong     | SBS           |                                | [ 50 ] |

### Programas de variedades
| Ano       | Título                                      | Emissora | Notas            | Ref.   |
| --------- | ------------------------------------------- | -------- | ---------------- | ------ |
| 2012      | Real Mate in Australia, Rooftop Prince Trio | QTV      | membro do elenco | [ 51 ] |
| 2013–2014 | Beating Hearts                              | SBS      | membro do elenco | [ 52 ] |
| 2015      | Law of the Jungle in Nicaragua              | SBS      | membro do elenco | [ 53 ] |
| 2020      | Summer Vacation                             | tvN      | membro do elenco | [ 54 ] |
| 2021      | Youn's Stay                                 | tvN      | membro do elenco | [ 55 ] |

### Participações em vídeos musicais
| Ano  | Título da canção     | Artista    | Ref.   |
| ---- | -------------------- | ---------- | ------ |
| 2014 | "My Old Story"       | IU         | [ 56 ] |
| 2015 | "Congratulations"    | DAY6       |        |
| 2017 | "That Moment"        | Im Seulong |        |
| 2017 | "You Were Beautiful" | DAY6       |        |

## Discografia
| Ano  | Canção                         | Notas                                        |
| ---- | ------------------------------ | -------------------------------------------- |
| 2017 | "Some Guys" (com Jang Ki-yong) | Trilha sonora da web série The Boy Next Door |

## Prêmios e indicações
| Ano  | Prêmio                                    | Categoria                       | Trabalho indicado | Resultado | Ref.   |
| ---- | ----------------------------------------- | ------------------------------- | ----------------- | --------- | ------ |
| 2014 | Busan International Film Festival         | Ator do Ano                     | Set Me Free       | Venceu    | [ 57 ] |
| 2015 | Max Movie Awards                          | Melhor Ator Revelação           | Set Me Free       | Indicado  |        |
| 2015 | Busan Film Critics Awards                 | Melhor Ator Revelação           | Set Me Free       | Venceu    |        |
| 2015 | Wildflower Film Awards                    | Melhor Ator Revelação           | Set Me Free       | Venceu    | [ 58 ] |
| 2015 | Buil Film Awards                          | Melhor Ator Revelação           | Set Me Free       | Indicado  |        |
| 2015 | Korean Association of Film Critics Awards | Melhor Ator Revelação           | Set Me Free       | Venceu    | [ 59 ] |
| 2015 | Blue Dragon Film Awards                   | Melhor Ator Revelação           | Set Me Free       | Venceu    | [ 60 ] |
| 2015 | The Korea Film Actors' Association Awards | Prêmio de Ator Popular          | Set Me Free       | Venceu    | [ 61 ] |
| 2016 | Max Movie Awards                          | Prêmio de Estrela em Ascensão   | —                 | Venceu    | [ 62 ] |
| 2017 | Chunsa Film Art Awards                    | Prêmio Especial de Popularidade | —                 | Venceu    | [ 63 ] |